# Giacinto Ugo Timoleone di Cossé-Brissac
Giacinto Ugo Timoleone di Cossé Brissac, duca di Cossé (Parigi, 8 novembre 1746 – Parigi, 19 giugno 1813), è stato un militare francese vissuto durante il primo impero francese.

## Biografia
Maresciallo del re Luigi XVI nel 1788, luogotenente generale nel 1791, venne imprigionato nel 1793. 
Parteggiò per l'Impero e divenne ciambellano della madre di Napoleone. L'imperatore lo nominò membro del Senato conservatore il 19 agosto 1807 e lavorò in quell'organo fino alla sua morte, avvenuta in circostanze misteriose il 19 giugno 1813.
L'8 aprile 1808 fu nominato Conte dell'Impero. 
Giace sepolto nel Pantheon di Parigi.